# Kurukulla
Kurukulla (trl. Kurukullā) – bogini tantryzmu hinduistycznego i buddyjskiego. W buddyzmie Kurukulla bywa identyfikowana z boginią Tarą, w hinduizmie przynależy natomiast do tradycji śiwaizmu.

## Hinduizm
- Haramekhala Mahuki – najstarsze znane źródło, poświadczające występowanie bogini Kurukulli w hinduizmie, datowane jest na IX wiek. W nim, jak również w traktacie Sanhitasara Śankuki datowanym podobnie, Kurukulla przynależy do grupy bogiń charakterystycznych dla pism Garudatantra[2]. Opisywana jest jako obdarzona mocą ochrony domostw przed wężami i skutkami ich jadu.
- Kurukulla występuje wielokrotnie jako bogini przynależąca do orszaku (lub mandali) innego głównego bóstwa hinduistycznego. W takiej roli odnaleźć ją można w tradycji Śriwidji[3]. Znaleźć ją można również w pismach tradycji kalikula w śiwaizmie nurtu mantramargi[4].

## Buddyzm
Żeńska forma Buddy (jidam), która w esencji jest identyczna z 'Czerwoną Tarą Magnetyzującej Mocy’, a także z Wadżrawarahi. Nauki o Kurukulli znajdują się we wszystkich klasach tantr. W szczególności drugi rozdział Hewadżra Tantry wyjaśnia, że Kurukulle ucieleśnia magnetyzującą moc wszystkich Buddów. Jej aktywność pozwala przyciągać błogosławieństwo dakiń oraz wszelkie sprzyjające okoliczności na ścieżce Dharmy. W krajach buddyjskich Kurukulla jest częstym obiektem modlitw dla tych, którzy pragną spełnienia życzeń, w tym także co do znalezienia dobrego partnera życiowego.
Kurukulla powszechnie znana jest także pod imieniem Rigdźiema (lub Rongzoma), co znaczy „Obdarzająca Mądrością”. Praktyka tej czerwonej czteroramiennej dakini była wykonywana przez wielu mahasiddhów i od starożytności cieszy się wielką popularnością wśród praktykujących wadżrajanę.